# Наливайко Віктор Валерійович
Ві́ктор Вале́рійович Налива́йко (12 квітня 1981 — 12 серпня 2014) — сержант Збройних сил України, учасник російсько-української війни.

## Життєвий шлях
Народився 1981 року в селі Мирославль (Баранівський район, Житомирська область). Батьки Віктора померли. 1996 року закінчив 9 класів ЗОШ села Мирославль, потім — ПТУ за спеціальністю «слюсар». У 1999—2000 роках проходив строкову військову службу в лавах ЗСУ.
У часі війни мобілізований у березні 2014-го — старший стрілець, водій-електрик медичної роти 30-ї окремої механізованої бригади. З весни 2014 року перебував на адміністративній межі з окупованою Автономною Республікою Крим; з літа 2014 року брав участь у боях на сході України. Учасник боїв за висоту Савур-Могила та Степанівку. Під час цих боїв з головним сержантом взводу під постійними мінометним обстрілом брав участь у пошуках зниклих військовослужбовців і техніки підрозділу на ворожій території.
Протягом тижня відпрацьовував завдання по зачистці вулиць і будівель Міусинська, брав у полон терористів. Загинув у бою поблизу Міусинська (Луганська область) 12 серпня 2014 року від осколкового поранення в голову. Того ж дня до тітки зателефонували з номера Віктора невідомі та сказали, що він не здався в полон і його вбили. Сказали: «випийте 100 грам за героя, загинув як справжній солдат. Шукайте його тіло прикопаним біля магазину в селі Міусинськ». 12 грудня 2014-го ексгумований пошуковцями місії «Евакуація-200». Ідентифікований за експертизою ДНК.
14 травня 2015 року воїна провели в останню путь з військовими почестями в рідному селі Мирославль.
Без Віктора лишились тітка Ганна Молодковець, яка доглядала за дітьми після смерті батьків, брат 1990 р.н. та сестра.
17 грудня 2022 року в боях з окупантами загинув його рідний брат Наливайко Іван Валерійович.

## Нагороди та вшанування
За особисту мужність і героїзм, виявлені у захисті державного суверенітету та територіальної цілісності України, вірність військовій присязі під час російсько-української війни, відзначений — нагороджений
- орденом «За мужність» III ступеня (4.7.2016, посмертно)
- його портрет розміщено на меморіалі «Стіна пам'яті полеглих за Україну» в Києві: секція 2, ряд 3, місце 38
- вшановується 12 серпня на ранковому церемоніалі загиблих українських героїв, які загинули в різні роки внаслідок російської агресії.[3]
- 27 вересня 2015 року в селі Мирославль біля пам'ятника загиблим землякам під час Другої світової війни відкрито пам'ятний знак Вікторові Наливайку.